# Орлякас
Орлякас, още Спилос или Спилио (на гръцки: Όρλιακας, Σπίλος, Σπήλιο), е планина в Гревенско, Гърция.

## Описание
Орлякас е дълга тясна планина в западната част на Гревенско и е част от веригата Северен Пинд. На запад и север се отделя от планинския комплекс Василица с прохода (1300 m) Дова – Кандила и потока Потамули, докато река Венетикос е границата ѝ на изток и юг. На югозапад се свързва с планината Лягуна с билото на Екзархос (1300 m).
Често планината погрешно е включвана към веригата Лигос. Името Σπίλος (архаично) и местното Σπήλιο означават „стръмна скала“. В някои карти името Орлякас е изписано само в източния край на планината, над село Спилео (960 m), а други включват в Орлякас и най-западните височини (които могат да се разглеждат и самостоятелно), до върха Кантила.
Скалите ѝ са офиолити, малко варовици, конгломерати и пясъчници.
Орлякас е част от мрежата от защитени зони Натура 2000 (1310001).
Стръмните склонове на планината са удобни за скално катерене.
Изкачването до върха може да стане от планинския път, който свързва селищата Зякас (Тиста, 900 m) и Лавдас (1040 m) и който минава близо до върха.
| Име                   | Име                    | Височина        | Местоположение                                           |
| --------------------- | ---------------------- | --------------- | -------------------------------------------------------- |
| Кандила               | Καντήλα                | 1475 m          | в западната част, Ю от Лавдас                            |
| Калогрия              | Καλόγρια               | 1400 m          |                                                          |
| Карамула              | Καραμούλα              | 1200 m – 1000 m | в централната част, ИЮИ от Лавдас и ЗЮЗ от Зякас (Тиста) |
| Карецос               | Καρέτσος               | 1432 m          |                                                          |
| Кафадиас, Кокораса    | Καφαδίας, Κοκκοράσα    | 1467 m          | в западната част, ЮЮИ от Лавдас                          |
| Керасия               | Κερασιά                | 1225 m          | в централната част, ЮИ от Лавдас и ЮЗ от Зякас (Тиста)   |
| Кревати               | Κρεββάτι               | 1420 m          | в западната част, Ю от Лавдас                            |
| Макростиви, Бакостиви | Μακροστίβι, Μπακοστίβι | 1000 m          | в източната част, З от Спилео                            |
| Мегали Петра          | Μεγάλη Πέτρα           | 1080 m          | в източната част, ЗСЗ от Спилео                          |
| Орлякас               | Όρλιακας               | 1453 m          | в източната част, ЮЮЗ от Зякас (Тиста)                   |
| Рахи Керасияс         | Ράχη Κερασιάς          | 1464 m – 1300 m |                                                          |
| Рахи Лярука           | Ράχη Λιαρούκα          | 1080 m – 800 m  |                                                          |
| Ставрос               | Σταυρός                | 1160 m          |                                                          |